# NGC 7016
NGC 7016 is een elliptisch sterrenstelsel in het sterrenbeeld Steenbok. Het hemelobject werd in 1886 ontdekt door de Amerikaanse astronoom Francis Preserved Leavenworth.

## See 439 (24 Capricorni)
Vanaf de aarde gezien bevinden de sterrenstelsels NGC 7016, NGC 7017, en NGC 7018 zich een halve graad ten zuiden van de dubbelster See 439 (24 Capricorni). Amateurastronomen kunnen deze dubbelster aanwenden als gidsster om op zoek te gaan naar de drie sterrenstelsels. In of dichtbij deze groep van drie sterrenstelsels bevindt zich tevens de radiobron 2104-256.

## Synoniemen
- ESO 529-25
- MCG -4-49-13
- AM 2104-254
- PRC C-58
- PGC 66136